# Thomas Hudner (Schiff)
Die Thomas Hudner, auch USS Thomas Hudner (Kennung: DDG-116), ist ein Lenkwaffenzerstörer der Arleigh-Burke-Klasse (Flight IIA) der United States Navy.

## Geschichte

### Name
Die Thomas Hudner ist das erste Schiff, das nach dem Marineflieger Thomas J. Hudner junior benannt wurde. Dieser hatte während der Schlacht um den Changjin-Stausee im Dezember 1950 versucht, das Leben des Offiziers Jesse L. Brown zu retten und wurde hierfür mit der Medal of Honor ausgezeichnet. Beide Männer dienten auf dem Flugzeugträger Leyte.
Für die Dauer der aktiven Dienstzeit seit dem Jahr 2018 ist dem Namen das Präfix „U.S.S.“ als Abkürzung für United States Ship vorangestellt. Als Schiffskennung vergeben wurde das Kürzel DDG für den Schiffstyp Destroyer, Guided Missile in Verbindung mit der innerhalb dieses Schiffstyps eindeutigen Kennnummer 116.

### Bau
Die Thomas Hudner wurde am 28. Dezember 2012 als 66. Schiff der Arleigh-Burke-Klasse in Auftrag gegeben und am 16. November 2015 in der Werft von Bath Iron Works auf Kiel gelegt. Der Stapellauf erfolgte am 23. April 2017 mit Georgea F. Hudner und Barbara Joan Miller als Taufpatinnen des Schiffes.
Am 3. Mai 2018 beendete die Thomas Hudner erfolgreich ihre Probefahrten. Die Ablieferung an die United States Navy erfolgte am 15. Juni. Am 1. Dezember 2018 wurde Thomas Hudner im Hafen von Boston offiziell in Dienst gestellt.

### Einsätze
Am 17. Juli 2023 gab eine Sprecherin des US-Verteidigungsministeriums bekannt, dass die US-Navy den Lenkwaffenzerstörer Thomas Hudner in den Persischen Golf verlegen werde. Dies geschehe aufgrund erhöhter Spannungen zwischen den Vereinigten Staaten und der Islamischen Republik Iran sowie der Tatsache, dass diese immer wieder versuche, Frachtschiffe und insbesondere Öltanker in der Straße von Hormus zu kapern.
Nach dem Terrorangriff der Hamas auf Israel 2023 teilte das United States Central Command am 10. Oktober 2023 mit, dass die Flugzeugträgerkampfgruppe der Gerald R. Ford (CVN-78) im östlichen Mittelmeer unterwegs sei. Thomas Hudner war der Kampfgruppe zugeordnet und operierte auch unabhängig von ihr.
Im November 2023 wehrte die Thomas Hudner unbemannte Luftfahrzeuge (Drohnen) im Roten Meer ab, so eines am 15. November 2023 und mehrere am 23. November. Die angreifenden Einweg-Drohnen wurden von der von Iran unterstützten Huthi-Miliz vermutlich aus der Küstengegend der Gouvernements al-Hudaida oder Haddscha des Jemen aus gestartet.

## Technik
Die Thomas Hudner ist das erste Schiff der Variante Flight IIA Technology Insertion der Arleigh-Burke-Klasse. Diese Variante wurde gegenüber allen früheren Schiffen der Klasse verändert ausgerüstet, um Teile der technischen Neuerungen in See zu bringen, die umfassender bei den 2013 erstmals in Auftrag gegebenen Schiffen der Variante Flight III integriert werden sollten. Die Variante Flight IIA Technology Insertion wurde mit der Systemversion Baseline 9 des Aegis-Kampfsystems in Dienst gestellt. Dies beinhaltet Integrated Air and Missile Defense (IAMD), so dass Thomas Hudner gleichzeitig sowohl die Weitbereichs-Flugabwehr als auch die Raketenabwehr von verschiedenen Arten ballistischer Raketen durchführen kann.